# Газзаєв Юрій Фарзунович
Юрій Фарзунович Газзаєв (рос. Юрий Фарзунович Газзаев; нар. 27 листопада 1960, Орджонікідзе, Північно-Осетинська АРСР, РРФСР) — радянський та російський футболіст та тренер, виступав на позиціях півзахисника та нападника. Майстер спорту СРСР (1990).
З 3 жовтня 2023 року - міністр фізичної культури та спорту Північної Осетії.

## Клубна кар'єра
Вихованець орджонікідзевського футболу. Кар'єру розпочав 1977 року у місцевій команді першої союзної ліги «Спартак». Дебютував у другому дивізіоні 24 квітня 1978 року, у 17-річному віці в поєдинку проти вільнюського «Жальгіріса». Але за два роки провів лише два поєдинки. Після чого 1979 року поповнив лави московського «Динамо». За перші чотири матчі у першому дивізіоні відзначився трьома голами, у тому числі й 12 листопада 1979 року відзначився дублем у воротах «Нефтчі» (Баку). За два з половиною сезони провів 14 поєдинків у чемпіонаті країни (3 голи), а також один матч у розіграші Кубку УЄФА 1980/81, проти бельгійського клубу «Локерен».
У другій половині 1981 року повернувся до Орджонікідзе. Двічі пробував свої сили у складі московських команд («Динамо» та «Локомотив»), але закріпитися в їх основі так і не зміг й повернувся до рідного «Спартака», де з 1981 по 1991 рік провів 265 матчів, у яких забив 90 м'ячів.
У сезоні 1990/91 виступав у Югославії за клуб 2-го дивізіону «Мачва» (Шабац).
Другу половину сезону 1991 років провів у нальчикському «Спартаку» у другій лізі СРСР. Після чого поїхав до Греції, де виступав за клуб «Аріс» із міста Салоніки.
Сезон 1993 року провів у Фінляндії, у клубі третього дивізіону ВІФК. За сезон забив 4 м'ячі, допоміг клубу вийти до другого дивізіону.
1994 року повернувся до Росії, ставши гравцем владикавказького «Автодору». Через півроку викуплений французьким клубом другої ліги «Ніор». Юрій збрехав, що він на 9 років молодший, ніж був насправді (змінив рік народження з 1960 на 1969). Проте через декілька місяців після виявлення шахрайства його зі скандалом вигнали.
У 1997 році заявлений за клуб третьої ліги «Моздок» як граючий тренер. Кар'єру гравця завершив 1999 року в складі «Автодора», на той час гравцеві виповнилося 39 років.

## Кар'єра тренера
1995 року вступив до Вищої школи тренерів.
Тренерську кар'єру розпочав 1997 року в клубі третьої ліги «Моздок», разом з яким отримав підвищення в класі. З 1998 по 2001 рік тренував владикавказький «Автодор», іноді виконував обов'язки граючого тренера (також займав посаду генерального директору клубу). Команда постійно перебувала серед лідерів зони «Південь» Другого дивізіону. У розіграші Кубку Росії 1998/99 «Автодор» сенсаційно дійшов до 1/8 фіналу (на турнірному шлях обіграв такі клуби, як «Спартак» з Нальчика, «Анжи» та «Крила Рад»), де в гостях лише у серії післяматчевих пенальті поступився волгоградському «Ротору».
У 2001-2002 роках очолював підмосковний «Титан» з Реутова. Отримував пропозицію очолити юнацьку збірну Росії.
З вересня 2002 по жовтень 2009 року працював головним тренером у КАМАЗі. 2004 року призначений генеральним директором клубу. Команда з Набережних Челнів під його керівництвом у найкоротші терміни досягла підвищення в класі і не лише закріпилася в Першому дивізіоні, а й на довгі роки стала одним із його лідерів, жодного разу не опускаючись у підсумковій таблиці нижче за четверте місце. У період роботи в Набережних Челнах із КАМАЗом Газзаєву надходили неодноразові пропозиції від Мутка очолити олімпійську та молодіжну збірну Росії (а ще раніше — від Колоскова), а також від багатьох клубів, серед яких були «Кубань» Дерипаски та «Краснодар» Галицького. Залишив КАМАЗ у жовтні 2009 року. 
9 жовтня призначений виконувачем обов'язків головного тренера клубу прем'єр-ліги «Крила Рад» із Самари. 12 березня 2010 року затверджений на посаді головного тренера команди, підписав контракт на три роки. 25 липня 2010 року після матчу з московським «Спартаком», який закінчився нульовою нічиєю, Газзаєв оголосив про те, що йде у відставку.
У січні 2011 року був головним тренером збірної російських євреїв «Маккабі-Росія» протягом двох підготовчих матчів до європейської Маккабіади 2011 року.
21 червня 2011 року призначений головним тренером клубу ФНЛ ярославського «Шинника», з яким посів 4-е місце у ФНЛ і брав участь у стикових матчах за вихід до Прем'єр-ліги (0:1, 0:3 від «Ростова»). У серпні 2012 року Газзаєва тимчасово відсторонили з посади у зв'язку з низькими ігровими та турнірними показниками. Надалі було відновлено на посаді головного тренера, але вже у грудні залишив команду, подавши прохання про відставку.
З 24 грудня 2012 року працював головним тренером астраханського «Волгара». З ним спочатку вилетів із ФНЛ за підсумками сезону-2012/13 у ПФЛ, але за рік команда, з першої спроби, посіла перше місце в зоні «Південь» й при цьому не зазнала жодної поразки, повернулася до ФНЛ. У сезоні 2014/15 з «Волгарем» здобув перемогу у кубку ФНЛ 2015. У сезоні 2015/16 «Волгар» посів найвище місце в історії клубу в першості країни — 4-те, взяв участь у стикових матчах за вихід до Прем'єр-ліги, де поступився махачкалінському «Анжи» — 0:1, 0:2. Перед початком сезону 2016/17 років «Волгар» суттєво оновився, втратив багато гравців основного складу, на заміну яким прийшли гравці з других ліг без досвіду гри у ФНЛ. Розглядався серед кандидатів на посаду головного тренера краснодарської «Кубані». Команда з труднощами зберегла місце у ФНЛ, але кістяк складу вдалося втримати на наступний сезон. Однак до кінця 2017 року в клубі почалися фінансові проблеми, через що вирішили змінити вектор розвитку, команда змушена була віддавати провідних гравців, а під час зимової паузи сезону 2017/18 залишив «Волгар», який на той час займав 8-ме місце у Першості ФНЛ.
З січня по грудень 2018 року – головний тренер та генеральний директор ФК «Спартак» (Владикавказ), який виступав у Першості ПФЛ. Залишив клуб за власним бажанням і з формулюванням «за сімейними обставинами».
В інтерв'ю рубрики «Розмова по п'ятницях» газети «Спорт-Експрес» від 15 лютого 2019 року заявив, що вважав за краще не співпрацювати з агентами на їх умовах, через що йому було сказано, що він ніколи не отримає серйозного клубу і буде «викинутий з футболу».
У серпні 2019 року призначений головним тренером ФК «Єнісей» (Красноярськ) (незадовго до цього увійшов до тренерського штабу красноярської команди на посаду тренера-консультанта). Під час зимової перерви сезону 2019/20 був близьким до відходу з «Єнісея» (і навіть двічі заявляв про це), в якому відбулася зміна керівництва, але залишився на посаді. Залишив «Єнісей» після закінчення терміну дії контракту 31 травня 2020 року.
Після зустрічі з губернатором Ярославської області Дмитром Мироновим 6 листопада 2020 року стало відомо про призначення Газзаєва головним тренером «Шинника», яке відбулося 9 листопада. Залишив клуб після закінчення терміну дії контракту 31 травня 2021 року, «Шинник» за підсумками сезону посів останнє 22-е місце у першості та вилетів до другого дивізіону.
Є одним із найсильніших та найавторитетніших тренерів піделітного дивізіону російського футболу. Любить та вміє працювати з молодими гравцями. Неодноразово очолював збірні Першого дивізіону та зони «Урал»/«Урал-Поволжя» на традиційному осінньому молодіжному турнірі «Надія», що проходив у 2000-х роках і в якому брали участь збірні всіх зон 2-го дивізіону та команда 1-го дивізіону з гравцями у складі віком до 23 років. У 2017 році — головний тренер збірної ФНЛ, яка щорічно формується з гравців не старше 23 років для участі в міжнародному товариському матчі наприкінці календарного року.
У листопаді 2021 року стало відомо про призначення Газзаєва радником (на громадських засадах) глави Північної Осетії Сергія Міняйла: призначений куратором питання розвитку дитячого футболу при загальноосвітніх школах республіки. З 3 жовтня 2023 року — міністр фізичної культури та спорту Північної Осетії.

## Дискваліфікація
З ім'ям Юрія Газзаєва пов'язаний один із найвідоміших скандалів із російськими легіонерами. Виїхав до Франції влітку 1994 року і відіграв за клуб «Ніор» сім матчів, але був викритий у підробці документів. За документами, які надійшли до «Ніору» з «КАМАЗу» (продав футболіста за 200 тисяч франків, при тому, що Газзаєв навіть і не грав за цю команду), футболіст був на 9 років молодшим (0 виправили в документах на 9). Більше того, за документами він значився ще як колишній гравець олімпійської збірної СРСР. Скандал закінчився вигнанням Газзаєва із Франції та дискваліфікацією.

## Особисте життя
Родич Валерія Газзаєва. Єдина сестра — Белла (народилася 28 січня 1962 року)
Дружина Олена (за фахом – лікар-гінеколог). Троє дітей – сини Руслан (народився 14 квітня 1991 року) та Хетаг (народився 28 березня 2003 року), дочка Людмила (народилася 14 листопада 1995 року). Сини стали футболістами. Донька Людмила стала тенісисткою.
Батько Юрія Газзаєва — Фарзун (помер у 2006 році), працював наладчиком на військовому заводі, у вільний час тренував дітей на громадських засадах, тренував дитячу команду «Рубін» (Орджонікідзе), яка у 1971 році стала переможцем всесоюзного змагання «Шкіряний м'яч». Юрій Газзаєв — капітан тієї команди.

## Статистика виступів
| Команда                  | Сезон             | Чемпіонат         | Чемпіонат | Чемпіонат | Кубок | Кубок | Єврокубки | Єврокубки | Загалом | Загалом |
| Команда                  | Сезон             | Рів.              | Матчі     | Голи      | Матчі | Голи  | Матчі     | Голи      | Матчі   | Голи    |
| ------------------------ | ----------------- | ----------------- | --------- | --------- | ----- | ----- | --------- | --------- | ------- | ------- |
| «Спартак» (Орджонікідзе) | 1978              | II                | 2         | 0         | 0     | 0     | 0         | 0         | 2       | 0       |
| «Динамо» (Москва)        | 1979              | I                 | 4         | 3         | 0     | 0     | 0         | 0         | 4       | 3       |
| «Динамо» (Москва)        | 1980              | I                 | 10        | 0         | 1     | 0     | 1         | 0         | 12      | 0       |
| «Динамо» (Москва)        | 1981              | I                 | 0         | 0         | 1     | 0     | 0         | 0         | 1       | 0       |
| «Динамо» (Москва)        | Загалом           | Загалом           | 14        | 3         | 2     | 0     | 1         | 0         | 17      | 3       |
| «Спартак» (Орджонікідзе) | 1981              | II                | 35        | 10        | 0     | 0     | 0         | 0         | 35      | 10      |
| «Спартак» (Орджонікідзе) | 1982              | III               | 32        | 24        | 0     | 0     | 0         | 0         | 32      | 24      |
| «Спартак» (Орджонікідзе) | 1983              | III               | 33        | 18        | 0     | 0     | 0         | 0         | 33      | 18      |
| «Спартак» (Орджонікідзе) | 1984              | II                | 25        | 8         | 0     | 0     | 0         | 0         | 25      | 8       |
| «Спартак» (Орджонікідзе) | 1985              | II                | 17        | 1         | 0     | 0     | 0         | 0         | 17      | 1       |
| «Спартак» (Орджонікідзе) | Загалом           | Загалом           | 142       | 61        | 0     | 0     | 0         | 0         | 142     | 61      |
| «Локомотив» (Москва)     | 1986              | II                | 4         | 0         | 1     | 0     | 0         | 0         | 5       | 0       |
| «Спартак» (Владикавказ)  | 1986              | II                | 6         | 1         | 0     | 0     | 0         | 0         | 6       | 1       |
| «Спартак» (Владикавказ)  | 1987              | II                | 24        | 7         | 0     | 0     | 0         | 0         | 24      | 7       |
| «Спартак» (Владикавказ)  | 1988              | II                | 41        | 10        | 0     | 0     | 0         | 0         | 41      | 10      |
| «Спартак» (Владикавказ)  | 1989              | II                | 21        | 7         | 0     | 0     | 0         | 0         | 21      | 7       |
| «Спартак» (Владикавказ)  | 1990              | II                | 31        | 4         | 0     | 0     | 0         | 0         | 31      | 4       |
| «Спартак» (Владикавказ)  | Загалом           | Загалом           | 123       | 29        | 0     | 0     | 0         | 0         | 123     | 29      |
| «Спартак» (Нальчик)      | 1991              | III               | 8         | 1         | 0     | 0     | 0         | 0         | 8       | 1       |
| «Аріс» (Салоніки)        | 1992/93           | I                 | 0         | 0         | ?     | ?     | 0         | 0         | ?       | ?       |
| «Автодор» (Владикавказ)  | 1994              | II                | 6         | 1         | 0     | 0     | 0         | 0         | 6       | 1       |
| «Ніор»                   | 1994/95           | II                | 7         | 0         | 0     | 0     | 0         | 0         | 7       | 0       |
| «Моздок»                 | 1997              | IV                | 7         | 1         | 0     | 0     | 0         | 0         | 7       | 1       |
| «Автодор» (Владикавказ)  | 1998              | III               | 16        | 5         | 1     | 0     | 0         | 0         | 17      | 5       |
| «Автодор» (Владикавказ)  | 1999              | III               | 7         | 0         | 2     | 0     | 0         | 0         | 9       | 0       |
| «Автодор» (Владикавказ)  | Загалом           | Загалом           | 23        | 5         | 0     | 0     | 0         | 0         | 23      | 5       |
| Усього за кар'єру        | Усього за кар'єру | Усього за кар'єру | 336*      | 101*      | 6*    | 0*    | 1         | 0         | 343*    | 101*    |

Примітка: позначкою * відзначені колонки, дані в яких, можливо, неповні через відсутність даних виступів у складі «Аріса».
Джерела:
- Статистика взята з Профіль футболіста на сайті FootballFacts.ru (рос.)

### Досягнення (як гравця)
- «Шкіряний м'яч»
  -  Чемпіон (2): 1971 (у молодшій віковій групі), 1974 (у старшій віковій групі) («Рубін» Орджонікідзе)[65]

- Кубок СРСР
  -  Фіналіст (1): 1979 («Динамо» Москва)

- Перша ліга СРСР
  -  Чемпіон (1): 1990 («Спартак» Владикавказ)

- Друга ліга СРСР (зональний турнір) 
  -  Чемпіон (2): 1982, 1983 («Спартак» Владикавказ); у 1982 році — найкращий бомбардир зонального турніру[66] (23 м'ячі, за даними сайту footballfacts.ru — 24 м'ячі[67])
- Третя ліга ПФЛ
  -  Чемпіон (1): 1997 (1-ша зона, «Моздок», граючий тренер)

## Статистика на посаді головного тренера
| Клуб                    | Початок роботи   | Кінець роботи  | Результати | Результати | Результати | Результати | Результати | Результати | Результати |
| Клуб                    | Початок роботи   | Кінець роботи  | Іг         | В          | Н          | П          | % В        | % Н        | % П        |
| ----------------------- | ---------------- | -------------- | ---------- | ---------- | ---------- | ---------- | ---------- | ---------- | ---------- |
| «Моздок»                | квітень 1997     | листопад 1997  | 47         | 27         | 9          | 11         | 57,45      | 19,15      | 23,40      |
| «Автодор»               | 1998 (?)         | 18 травня 2001 | ?          | ?          | ?          | ?          | ?          | ?          | ?          |
| «Титан»                 | 7 липня 2001     | 2 вересня 2002 | 51         | 16         | 12         | 23         | 31,37      | 23,53      | 45,10      |
| КАМАЗ                   | 15 вересня 2002  | 9 жовтня 2009  | 305        | 168        | 64         | 73         | 55,08      | 20,98      | 23,93      |
| «Крила Рад»             | 9 жовтня 2009    | 25 липня 2010  | 21         | 4          | 3          | 14         | 19,05      | 14,29      | 66,67      |
| «Шинник»                | 21 червня 2011   | 18 грудня 2012 | 62         | 24         | 14         | 24         | 38,71      | 22,58      | 38,71      |
| «Волгар»                | 24 грудня 2012   | 16 січня 2018  | 191        | 85         | 49         | 57         | 44,50      | 25,65      | 29,84      |
| «Спартак» (Владикавказ) | 22 лютого 2018   | 17 грудня 2018 | 30         | 7          | 7          | 16         | 23,33      | 23,33      | 53,33      |
| «Єнісей»                | 16 серпня 2019   | 1 червня 2020  | 19         | 6          | 4          | 9          | 31,58      | 21,05      | 47,37      |
| «Шинник»                | 9 листопада 2020 | 31 травня 2021 | 22         | 2          | 6          | 14         | 9,091      | 27,27      | 63,64      |

Примітки:
Не враховано технічні результати 3:0 (+:-).
Враховано кубкові матчі. У кубкових матчах враховувався лише основний час матчів.
Джерела:
- Статистика виступів взята з Sportbox.ru[68]

### Досягнення (тренер)
- Другий дивізіон
  -  Чемпіон (2): 2003 (зона «Урал-Поволжжя», КАМАЗ), 2013/14 (зона «Південь», «Волгар»)

- Перший дивізіон
  -  Бронзовий призер (2): 2005, 2008 (КАМАЗ)

- Кубок ФНЛ
  -  Володар (1): 2015 («Волгар»)

- Участь у стикових матчах РФПЛ—ФНЛ: 2011/12 («Шинник»), 2016 («Волгар»)[70]

- Третя ліга ПФЛ:
  -  Срібний призер (1): 1997 (1-ша зона, «Моздок», граючий тренер)

- Кубок ПФЛ «Надія»
  -  Чемпіон (2): 2003 (Збірна зони «Урал-Поволжжя» Другого дивізіону), 2004 (Збірна Першого дивізіону)
  -  Срібний призер (2): 2002 (Збірна зони «Урал-Поволжжя» Другого дивізіону), 2008 (Збірна Першого дивізіону)
  -  Бронзовий призер (1): 2005 (Збірна Першого дивізіону)

- Найкращий тренер зони «Урал-Поволжжя» Другого дивізіону: 2003 (КАМАЗ)